# Blue Jacket
Pour les articles homonymes, voir Jacket.
Blue Jacket, ou Weyapiersenwah (c. 1743 - c. 1810) est un chef du peuple chaouanon. Il était connu pour la défense des terres des Chaouanons dans la vallée de l'Ohio. Il était l'un des principaux chefs amérindiens dans la guerre amérindienne du Nord-Ouest et participa avec la confédération des Amérindiens à plusieurs batailles contre les États-Unis. Il était le prédécesseur du renommé chef chaouanon Tecumseh.

## La lutte pour le territoire du Nord-Ouest
Blue Jacket a participé à guerre de Dunmore et la guerre d'indépendance américaine (allié avec les Britanniques), toujours tentant de maintenir les droits territoriaux des Chaouanons. Avec la défaite des Britanniques à la guerre d'indépendance américaine, les Chaouanons ont perdu une aide précieuse pour la défense de l'Ohio. La lutte a continué malgré la colonisation blanche accrue dans l'Ohio, et Blue Jacket était un chef éminent de cette résistance.  Le 3 novembre 1791, l'armée de la Confédération des tribus amérindiennes, dirigée par Blue Jacket et le chef des Miamis Little Turtle, défait une expédition américaine dirigée par Arthur St. Clair, gouverneur du territoire du Nord-Ouest. L'engagement, connu comme la bataille de la Wabash ou la défaite de St Clair, a été le couronnement de la carrière militaire de Blue Jacket, et la plus sévère défaite jamais infligée contre les États-Unis par les Amérindiens. Des récits traditionnels de la bataille ont tendance à donner la plus grande partie du crédit pour la victoire à Little Turtle.
John Sugden fait valoir que la prééminence de Little Turtle est due dans une large mesure à son autopromotion quelques années plus tard.  Le triomphe de Blue Jacket fut de courte durée. Les Américains ont été alarmés par la catastrophe de St Clair et ont déclenché une nouvelle armée professionnelle, commandée par le général Anthony Wayne. Le 20 août 1794, l'armée confédérée de Blue Jacket s'est affrontée avec Wayne à la bataille de Fallen Timbers, juste au sud de l'actuelle ville de Toledo. L'armée de Blue Jacket a été vaincue et il a été contraint de signer le traité de Greenville le 3 août 1795, et de céder une grande partie de l'actuel Ohio aux États-Unis.  En 1805, Blue Jacket a également signé le traité de Fort Industry, renonçant à encore plus de territoire dans l'Ohio. Dans les dernières années de Blue Jacket, il a vu l'élévation de la prééminence de Tecumseh, qui prendra la bannière et fit la tentative finale de récupérer des terres des Chaouanons dans l'Ohio.